# Trolltärnan
Trolltärnan är en sjö i Gävle kommun i Gästrikland och ingår i Gavleåns huvudavrinningsområde. Trolltärnan ligger i Lomsmuren Natura 2000-område.